# Sanel
Sanel je moško osebno ime.

## Izvor imena
Ime Sanel je lahko moška različica ženskega osebnega imena Sanela ali pa tvorjenka na -el iz skrajšane oblike imena Aleksander Sanid in Ihsan. Ime Sanel imajo v Sloveniji večinoma muslimanski priseljenci in njihovi potomci.

## Različice imena
- moške različice imena: Saneli, Sanelo, Sani
- ženski različici imena: Sana, Sanela

## Pogostost imena
Po podatkih Statističnega urada Republike Slovenije je bilo na dan 31. decembra 2007 v Sloveniji število moških oseb z imenom Sanel: 346.